# 韓国の原子力発電所
韓国の原子力発電所（かんこくのげんしりょくはつでんしょ）では、韓国の原子力発電所の歴史、現状、予定について説明する。
韓国における原子力発電所の発電容量は合計17.5ギガワットを超える。これは韓国の総発電容量の28.5%、総電力消費量のうち45%を占める。韓国の原子力発電所の設備利用率は95%以上である。増大する電力需要に応えるため、今後も原子力発電の拡大が計画されている。2010年から2021年の間に12基の原子炉が増設される計画で、完成すれば合計15.2ギガワットの発電容量が加わる。
原子力技術を輸出する取り組みもあり、2030年までに80基の原子炉を輸出する目標を掲げている。2010年現在、ヨルダンとは実験炉を建設することで、アラブ首長国連邦とはスイスが開発したSYSTEM80+を基にした韓国標準型原子炉であるAPR-1400を4基建設することで合意していたが、コピー元の企業から知的財産権を主張されて事実上輸出が停止されている。この他、インドネシア、インド、中国との契約獲得を目指している。

## 歴史
韓国は化石燃料に乏しいため、1957年に国際原子力機関へ加盟した直後から原子力エネルギーの開発を進めてきた。その後1962年には最初の研究炉が臨界に達した。商用の原子力発電は1978年に古里原子力発電所で始まったのを皮切りに、CANDU炉4基と加圧水型原子炉16基がこれまで建設された。
初期の原子炉はほぼ全て海外企業によって建設された。
韓国標準型原子炉（KSNP）は、過去に合弁事業を展開していたCombustion Engineering（現在のウェスティングハウス・エレクトリック）の原子炉の設計を流用する形で、国内の企業の技術によって開発された。1995年以降は、韓国内の原子力発電所の95%以上は国産の技術を用いて建設されてきたとの主張がある。。計画によると、2012年までに完全な外国産技術からの脱却を目指している。
2010年初めには、韓国初の原子炉輸出契約（APR-1400を4基）をアラブ首長国連邦と結んだ。アラブ首長国連邦の電力会社長は「KEPCO（韓国電力公社）チームの世界最高レベルの安全性と、我が国の目標を果たす能力に感心した」と述べた。知識経済部によると、APR-1400の燃費はフランスのアレヴァ社が開発した世界最先端の原子炉と言われる欧州加圧水型炉 (EPR) より23%良いと発表されている。
しかし2009年、アラブ首長国連邦の原子力発電所プラントに入札中、米国のウェスティングハウス・エレクトリック社（現：東芝の子会社）が韓国電力側に対し原子炉冷却材ポンプ等に関する知的所有権を主張し、事実上輸出にストップをかける措置に及んだ。これは当初技術提携を結んでいたABB社の原子炉部門が合併を繰り返し、ウェスティングハウス社が知的所有権を所有するに至ったためである。このことにより、韓国標準型軽水炉が必ずしも純国産ではないことが明らかになった。
韓国政府は、新しい原子炉の開発計画も進めている。実現すればAPR-1400よりも10%発電容量が上がり、安全評価も上がるとしている。韓国の設備利用率は現在93.4%であり、米国の89.9%・フランスの76.1%・日本の59.2%と比べて高い。
2013年、部品の性能証明書の偽造が行われるなど、安全性に関する問題が発覚し、その結果、原発4基が停止された。隣国の日本で福島第一原子力発電所事故が起こったことに加え、このような問題が発覚したことで、韓国国内では反原発意識が高まっている。
2017年6月19日、韓国大統領の文在寅は古里原子力発電所1号機の運転停止の記念式で、福島第一原子力発電所事故や2016年の慶州地震に触れ、「原発政策を全面的に再検討し、準備中の新規原発の建設計画を全面的に白紙に戻し、原発の設計寿命を延長しない」と『脱原発』を宣言した。また、現在稼働中の月城原子力発電所1号機の早期廃炉と新古里原子力発電所5・6号機の建設中断の可能性についても示唆した。
しかし、その後政権交代で誕生した尹錫悦大統領は、前政権の脱原発政策の廃止を公約し、前政権で白紙化されたハヌル原子力発電所新3号機、4号機の建設を再開した。

## 原子炉の概要
韓国の原子力発電所は4ヶ所と比較的少ないが、それぞれが4基以上の原子炉を持つ。一ヶ所で複数の炉を運用することにより、メンテナンスの効率化・コストの低減が図れる反面、送電効率は落ちる。これらの選択と集中により周辺住民への対策費の手厚い配分と総額の抑制の両立を実現し、設備利用率は現在93.4%を達成し、日本の約三分の一の価格で消費者への電力供給を実現したとしている。
| 発電所             | 市、郡 | 広域市、道 | 種類                          | 現在の発電容量 | 将来の発電容量の計画 |
| ------------------ | ------ | ---------- | ----------------------------- | -------------- | -------------------- |
| 古里               | 機張郡 | 釜山広域市 | 加圧水型原子炉                | 4137           | 7937                 |
| ハヌル（旧蔚珍）   | 蔚珍郡 | 慶尚北道   | 加圧水型原子炉                | 5900           | 8700                 |
| 月城               | 慶州市 | 慶尚北道   | 加圧水型重水炉/加圧水型原子炉 | 2779           | 4779                 |
| ハンビッ（旧霊光） | 霊光郡 | 全羅南道   | 加圧水型原子炉                | 5900           | 5900                 |

| 原子炉        | 種類                     | 発電容量(MWe) | 稼働開始(予定)年       |
| ------------- | ------------------------ | ------------- | ---------------------- |
| 古里1号機     | 加圧水型原子炉           | 587           | 1978（停止中廃炉予定） |
| 古里2号機     | 加圧水型原子炉           | 650           | 1983                   |
| 古里3号機     | 加圧水型原子炉           | 950           | 1985                   |
| 古里4号機     | 加圧水型原子炉           | 950           | 1986                   |
| ハヌル1号機   | 加圧水型原子炉           | 950           | 1988                   |
| ハヌル2号機   | 加圧水型原子炉           | 950           | 1989                   |
| ハヌル3号機   | 韓国標準型原子炉（KSNP） | 1000          | 1998                   |
| ハヌル4号機   | 韓国標準型原子炉（KSNP） | 1000          | 1999                   |
| ハヌル5号機   | 韓国標準型原子炉（KSNP） | 1000          | 2004                   |
| ハヌル6号機   | 韓国標準型原子炉（KSNP） | 1000          | 2005                   |
| 月城1号機     | CANDU炉                  | 679           | 1983                   |
| 月城2号機     | CANDU炉                  | 700           | 1997                   |
| 月城3号機     | CANDU炉                  | 700           | 1998                   |
| 月城4号機     | CANDU炉                  | 700           | 1999                   |
| ハンビッ1号機 | 加圧水型原子炉           | 950           | 1986                   |
| ハンビッ2号機 | 加圧水型原子炉           | 950           | 1987                   |
| ハンビッ3号機 | System 80                | 1000          | 1995                   |
| ハンビッ4号機 | System 80                | 1000          | 1996                   |
| ハンビッ5号機 | KSNP                     | 1000          | 2002                   |
| ハンビッ6号機 | KSNP                     | 1000          | 2002                   |
| 新古里1号機   | OPR-1000                 | 1000          | 2011                   |
| 新古里2号機   | OPR-1000                 | 1000          | 2011（試験運転中）     |
| 新月城1号機   | OPR-1000                 | 1000          | 2012（試験運転中）     |
| 新月城2号機   | OPR-1000                 | 1000          | 2013（試験運転中）     |
| 新古里3号機   | APR-1400                 | 1400          | 2016（試験運転中）     |
| 新古里4号機   | APR-1400                 | 1400          | 2014（建設中）         |
| 新蔚珍1号機   | APR-1400                 | 1400          | 2015（計画）           |
| 新蔚珍2号機   | APR-1400                 | 1400          | 2016（計画）           |
| 新古里5号機   | APR-1400                 | 1400          | 2018（計画）           |
| 新古里6号機   | APR-1400                 | 1400          | 2019（計画）           |
| 新蔚珍3号機   | APR-1400                 | 1400          | 2020（計画）           |
| 新蔚珍4号機   | APR-1400                 | 1400          | 2021（計画）           |

## 原子力発電所と地域経済
立地する基礎自治体では電気料金補助金の形で電力料金の一部減免がある（住宅用電気、産業用電気に限る）。

## 関連組織
- 韓国水力原子力発電株式会社 (KHNP) は、韓国唯一の電力会社だった韓国電力公社 (KEPCO) が2001年に分割された後にKEPCOの原子力部門を引き継いだ。
- 斗山重工業は、AP1000型原子炉を中国に建設する際、原子炉圧力容器・蒸気発生器・一体型原子炉容器蓋 (IHP) を供給した。
- 韓国原子力研究所 (KAERI) は政府によって運営されている研究組織である。
- 韓国電力技術株式会社 (KOPEC) は、発電所の設計・エンジニアリング・調達・建設に関わる企業である。
- 韓国原子力安全技術院は、韓国政府の原子力規制組織。
- 韓国放射性廃棄物管理公団 (KRMC) は、2009年に設立された廃棄物管理事業者。月城原子力環境管理センターを運営。